# رینالد دنویکس
رینالد دنویکس (انگلیسی: Raynald Denoueix؛ زادهٔ ۱۴ مهٔ ۱۹۴۸) بازیکن فوتبال و مربی فوتبال اهل فرانسه است.
از باشگاه‌هایی که در آن بازی کرده‌است می‌توان به باشگاه فوتبال نانت اشاره کرد.